# Курсевич, Валентина Вацлавовна
Валенти́на Вацлавовна Курсе́вич (бел. Валянціна Вацлаваўна Курсевіч, род. 13 мая 1965, Субботники, Ивьевский район, Гродненская область, Белорусская ССР, СССР) — белорусский государственный деятель.

## Биография
Родилась Валентина 13 мая 1965 года в д. Субботники, что находится в Ивьевском районе Гродненской области. Окончила Минский государственный медицинский институт по специальности «Лечебное дело», а также Академию управления при Президенте Республики Беларусь по специальности «Государственное и местное управление».
Работала врачом выездной бригады станции скорой медицинской помощи Минского района, врачом-кардиологом Минского районного территориального медицинского объединения, врачом-кардиологом, врачом-ревматологом, заместителем главного врача по медицинской части Минской ордена Трудового Красного Знамени областной клинической больницы. До становления депутатом работала заведующей кардиологического отделения 2-й городской клинической больницы г. Минска.
Являлась депутатом Палаты представителей Национального собрания Беларуси VI созыва.
Была избрана депутатом Палаты представителей Национального собрания Белоруссии VII созыва. Округ: Заславский № 77. Помощник депутата: Станислав Иосифович Буко.
Проживает в деревне Валерьяново, что находится в Минском районе.

## Научная деятельность
Автор более 20 научных статей по проблемам кардиологии и ревматологии.

## Награды
- Почетная грамота Национального собрания Республики Беларусь;
- Нагрудной знак Министерства здравоохранения «Отличник здравоохранения Республики Беларусь»[2].

## Личная жизнь
Замужем, воспитывает сына.